# Георг II фон Тьоринг-Пертенщайн
Георг II фон Тьоринг-Пертенщайн (на немски: Georg II von Törring-Pertenstein; † 18 ноември 1458) от старата благородническа фамилия Тьоринг е господар на Тюслинг (на 90 км от Мюнхен) и Пертенщайн (част от град Траунройт) в Горна Бавария.
Той е син на Каспар II фон Тьоринг, господар на Берг Тьоринг († 1429) и съпругата му Доротея фон Фраунхофен († 1462). Внук е на Вилхелм I фон Тьоринг († 1383) и Елизабет фон Щайн († 1386).

## Фамилия
Георг II фон Тьоринг се жени на 22 януари 1454 г. в Мюнхен или пр. 16 февруари 1454 г. за Беатрикс фон Волфщайн († сл. 26 януари 1475), сестра на Албрехт IV фон Волфщайн-Мюлхаузен († 1470), дъщеря на Вигалоис фон Волфщайн († 1442) и Анна фон Пухберг († 1442). Те имат дъщеря:

- Анна фон Тьоринг (* 1455), омъжена пр. 26 януари 1475 г. за Георг фон Лозенщайн-Гшвендт († 1509), губернатор на Горна Австрия, син на Рудолф фон Лозенщайн-Гшвендт († 1449) и Магдалена фон Полхайм († 1469); имат 12 деца.